# Miguel Campos
Miguel Ribeiro de Campos, né le 29 juillet 1973, est un pilote de rallyes portugais.

## Biographie
Sa carrière en compétition automobile s'étale sur plus de vingt ans, de 1992 (sur Citroën AX Sport) à nos jours.
Son meilleur résultat en championnat du monde est une huitième place au rallye de Chypre, en 2004 sur Peugeot 206 WRC.

## Palmarès

### Titres
- Champion du Portugal des rallyes: 2002 (sur Peugeot 206 WRC)
- Champion du Portugal des rallyes du Groupe N: 1997, 1998, 1999 et 2000 (le tout sur Mitsubishi, Lancer (1) puis Carisma (3))
  - Vice-champion d'Europe des rallyes, en 2003 sur Peugeot 206 WRC (à égalité de point avec Bruno Thiry, déclaré vainqueur au nombre de victoires (6))
  - Vice-champion du Portugal des rallyes, en 1998, 2001 et 2006
  - 3e du championnat du Portugal des rallyes, en 1997, 1999 et 2000 (4e en 2005)

### 2 victoires enP-WRC
- Rallye du Portugal: 1999 et 2000, sur Mitsubishi Carisma GT

### 6 victoires enERC
- Rallye du centre du Portugal (Rota do Vidro): 2002 et 2004
- Rallye des 1000 Miles: 2003
- Rallye des îles Canaries: 2003
- Rallye de Pologne: 2003
- Rallye de Madère: 2003

(nb: 2003 également deux fois second (dont Antibes) et une autre troisième, en ERC)

### Victoires en championnat du Portugal
- Plus de 15, depuis 2001 (rallye de Espinho).